# Ceredello
Ceredello è una frazione del comune di Caprino Veronese, nella provincia di Verona.

## Storia

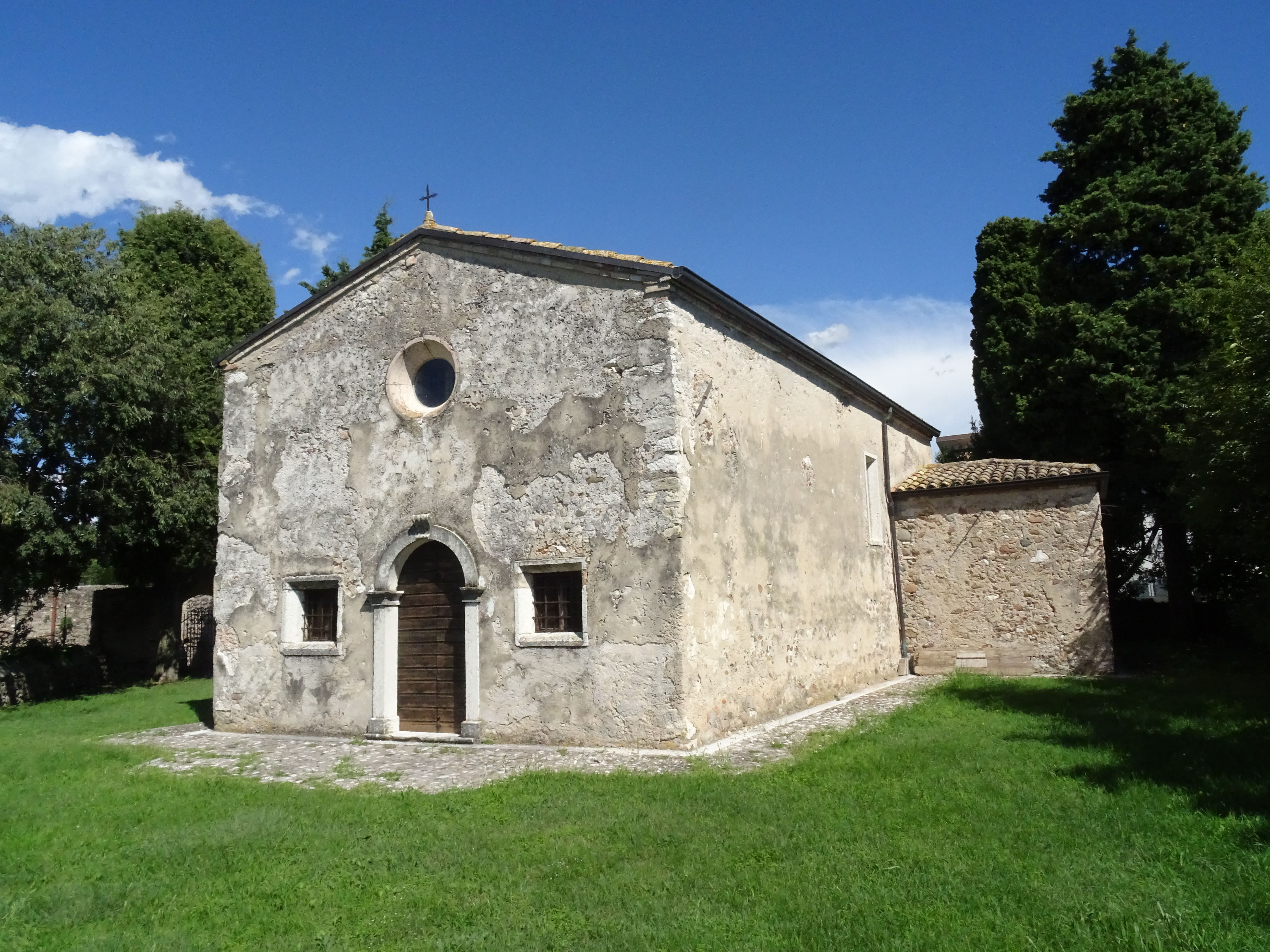
La chiesa di Santa Cristina

### Le origini
Le probabili origini risalgono all'epoca romana quando probabilmente, ove ora c'è la Chiesetta di Santa Cristina, si ergeva un tempio dedicato a Venere.
Tuttavia le origini certe risalgono intorno all'anno 1000 quando venne pronunciato per la prima volta su un documento ufficiale come Coste derivato probabilmente dalla denominazione del monte su cui v'è ora la chiesa.

### L'età medievale e napoleonica
Ceredello fu comune autonomo dal 15 agosto 1193, data in cui Ceredello ottenne l'indipendenza dall'imperatore Enrico VI e divenne sede comunale. Questo comune era assai povero infatti nel censimento del 1430 risultava che il comune ceredellese possedeva solo 4 soldi. L'unica attività degna di nota era l'allevamento, infatti alla festa di Santa Cristina si vendevano buoi. L'agricoltura ebbe una svolta tra il 1550 e il 1600, quando il Colle Coste venne terrazzato in modo da coltivare olive e uva. Il comune durò tra varie vicissitudini fino al 1862, anno del suo accorpamento a Caprino Veronese ad opera di Napoleone. 

### I censimenti e gli stradari del 1400-1500
In due censimenti datati 1430 e 1448 gli abitanti di Ceredello furono rispettivamente 12 e 35. Aumentarono comunque negli anni successivi fino al 1630 quando una pestilenza, iniziata il 3 luglio e finita il 18 ottobre, dei 250 abitanti ne uccise 152. La chiesetta divenne un lazzaretto degli ammalati e i morti vennero sepolti nelle vicinanze. L'epigrafe che ricorda questo drammatico avvenimento è tuttora scolpito all'interno della chiesetta.
Una delle famiglie più antiche della frazione è la famiglia Zuliani, che appaiono fin dal Campion delle strade del 1582 come massari del comune.
I loro eredi detengono le chiavi della Chiesetta di Santa Cristina. 

### Le due guerre mondiali
Nella prima guerra mondiale Ceredello vide un continuo passaggio di eserciti italiani ed austriaci a causa del confine posto a Novezza (circa 15 chilometri). Alcuni eserciti trovarono accoglienza qui.
La seconda guerra mondiale non interessò direttamente il territorio. L'unico triste evento fu, nel 1945, quando durante la ritirata tedesca un aereo bombardò un treno fermo in stazione causando la morte di un'anziana.

## Monumenti e luoghi d'interesse

### Centro storico
A Ceredello il centro storico gravita tra Corte del Comune, il Parco Nello Bonini e la crocetta. Questo presenta dei muri a secco, case del 1400 come quella in via Del Palazzo ma vi sono anche delle case degli anni 2000. Luoghi storici degni di nota:
- Palazzo Canonici: palazzo ospitante anticamente i Canonici della Chiesa di S. Cristina, ora bella corte mantenuta in ottimo stato contenente diversi dipinti di scene di caccia, posto in Via Del Palazzo in un punto elevato rispetto alla parte "bassa" del borgo;
- Comune: rudere del fu comune di Ceredello posto in posizione centrale del borgo precisamente in Corte Vecchio Comune;
- Crocetta: croce del 1800 circa posta all'incrocio tra la parte "alta" e "bassa" del borgo.
- Corte Gelmetti con il bell'arco posto all'incrocio tra Via Ceredello di Sotto, Via S. Cristina e Via del Palazzo

### Santa Cristina
Vi è poi nella parte del paese verso Bran il colle Le Coste che è da sempre centro di vita religiosa. Prima in età romana con il tempio distrutto per lasciare spazio all'attuale chiesa di Santa Cristina nell'anno 1000. Luoghi storici degni di nota:
- Chiesa di S. Cristina[3] posta all'incrocio tra Via S. Cristina e Via del Palazzo è una tipica chiesetta in stile romanico contenente al suo interno affreschi sulla vita di Gesù e incisioni in memoria dei morti di peste nel 1630 sepolti sotto la chiesa.

## Infrastrutture e trasporti

### Strade
Ceredello è posto tra la SP29 Affi-Caprino Veronese e la strada provinciale Costermano-Caprino Veronese detta Direttissima. Al suo interno c'è un complesso di strade, stradine e sentieri che collegano capillarmente il centro abitato.

### Autobus
La località è servita da due fermate di ATV, una in località Pontare (secondaria) e l'omonima fermata in centro. Da Ceredello con gli autobus si può raggiungere più o meno comodamente Caprino Veronese, Spiazzi, Ferrara M.B., Garda, Bussolengo, Rivoli Veronese, Verona e Borghetto Sull'Adige. Nei giorni festivi invernali non vi sono autobus. 

### Ferrovie
Fino al 1956 Ceredello era servita dalla stazione di Ceredello ubicata sulla linea Verona-Caprino-Garda. I resti della stazione sono visibili su Via Stazione sulla stradina verso Boi.